# Benzoin subcaudatum
Benzoin subcaudatum là loài thực vật có hoa trong họ Nguyệt quế. Loài này được (Merr.) Chun miêu tả khoa học đầu tiên năm 1927.